# Felix Lammers
Felix Lammers (* 29. November 1996) ist ein internationaler Rugby-Union-Spieler, der für den Heidelberger RK in der 1. Rugby-Bundesliga und die deutsche 15er-Nationalmannschaft spielt.

## Sportlicher Werdegang
Lammers' bisherigen Stationen sind Tus 95 Düsseldorf (2014–2016), LTC Northcote (2016), Heidelberger RK (2016–2020) und SC Neuenheim (seit 2020). Des Weiteren war er in den Jahren 2016–2018 Teil der Wild Rugby Academy und konnte sich in dieser Zeit mit dem Heidelberger RK für den European Rugby Challenge Cup qualifizieren. Er gewann im Jahr 2017 und 2018 die deutsche Meisterschaft mit dem Heidelberger RK.
Sein Debüt in der Nationalmannschaft feierte er im Februar 2019 beim Auswärtsspiel gegen Belgien.

## Privates
Lammers ist der Sohn eines ehemaligen Rugbyspielers. Er studiert BWL-Dienstleistungsmanagement mit der Vertiefung Sportmanagement an der Dualen Hochschule Baden-Württemberg Heilbronn (Stand 2019).